# Pseudonapomyza hohmanni
Pseudonapomyza hohmanni är en tvåvingeart som beskrevs av Spencer 1965. Pseudonapomyza hohmanni ingår i släktet Pseudonapomyza och familjen minerarflugor. Inga underarter finns listade i Catalogue of Life.